# Gerhard Bode (Polizist)
Gerhard Bode (* 1. Januar 1897 in Görlitz; † nach 1940) war ein deutscher Jurist und Polizeibeamter.

## Leben
Bode, der in Neusalz an der Oder aufwuchs, studierte nach dem Schulbesuch Rechts- und Staatswissenschaften. 1919 promovierte er an der Universität Breslau zum Dr. jur., um anschließend mit Assessordienstalter vom 13. Juni 1922 in den Staatsdienst einzutreten.
Im Dezember 1932/Januar 1933 wurde Bode als Regierungsrat zum Leiter des Dezernats 2c (Internationaler Kommunismus, Kommunistische Jugendorganisationen) in der Abteilung 1A des Berliner Polizeipräsidiums ernannt. Sein Dienstvorgesetzter war Regierungsrat Kretzschmar und dessen Stellvertreter Traugott Bredow.
Nach dem Machtantritt der Nationalsozialisten 1933 gehörte Gerhard Bode der Polizeiabteilung im Preußischen Innenministerium unter Kurt Daluege an, die bei der „Reinigung“ des Polizeiapparates im Land Preußen von „republikanisch“ gesinntem Personal eine besondere Rolle spielte. Noch im gleichen Jahr wurde er durch Erlass vom 14. Dezember 1933 ins Geheime Staatspolizeiamt (Gestapa) abgeordnet in das er zum 1. Mai 1934 fest übernommen wurde. Auf Empfehlung von Reinhard Heydrich wurde er 1934 zum Oberregierungsrat befördert und zum Leiter der Hauptabteilung I (Organisation und Verwaltung) des Amtes ernannt. Nominell war Bode damit neben Heydrich – dem die Gesamtleitung des Amtes und die Hauptabteilung II unterstand – und Günther Patschowsky als dem Leiter der Hauptabteilung III, einer der drei höchsten Beamten des neu geschaffenen Gestapas.
Im Frühjahr 1935 wurde Bode, der laut Christoph Graf als „politisch uninteressiert und am ehesten deutsch-national gesinnt“ galt, als Leiter der Verwaltung des Gestapas durch Werner Best ersetzt. Am 27. November 1937 beantragte er die Aufnahme in die NSDAP und wurde rückwirkend zum 1. Mai desselben Jahres aufgenommen (Mitgliedsnummer 5.716.670).
1938 ist Bode im Regierungspräsidium Frankfurt an der Oder und in den Jahren ab 1940 im Oberpräsidium 8 Stettin nachweisbar.

## Schriften
- Kann ein Geburtstagsbrief Gegenstand einer Urkundenfälschung sein? 1919. (Dissertation)